# Hymenachne
Hymenachne P.Beauv. é um género botânico de gramínea pertencente à família Poaceae.